# Апенинско полуострво
42° 00′ N 14° 00′ E / 42.000° С; 14.000° И
Апенинско полуострво или Италијанско полуострво је једно од три полуострва у јужној Европи. Протеже се дужини од око 1.000 km од долине реке По на северу до Средоземног мора на југу. Полуострво има карактеристичан облик чизме, формиран од мањих полуострва Калабрије, Салента и Гаргана.
Скоро цело полуострво је у саставу Италије, иако се на полуострву налазе двије мини-државе - Сан Марино и Ватикан. На западној страни полуострва су Лигурско и Тиренско море, на јужној је Јонско море, а на источној Јадранско море. Унутар полуострва се налазе Апенинске планине (Апенини), по којима је полуострво и добило име. На Апенинском полуострву, близу Напуљског залива, налази се Везув, једини активни вулкан у копненом делу Европе. 

## Карактеристике

### Минимални обим
У општем дискурсу, „Италија” и „Италијанско полуострво” се често користе као синоними. Међутим, Падска низија може бити искључена из италијанског полуострва. У том смислу, италијанско полуострво обухвата само око 44% укупне површине Италије. С друге стране, Сицилија и друга мања острва са полуострва могу бити географски груписана заједно са њом.
Географски, минимални опсег италијанског полуострва се састоји од земље јужно од линије која се протеже од реке Магра до рекe Рубикон, северно од тосканско-емилианских Апенина. Искључује долину Пoа и јужне падине Алпа. Италијанско полуострво има једини активни вулкан у континенталној Европи, Везув.
Све ове територије леже унутар Републике Италије осим микродржава Сан Марина и Ватикана:
| Земља/ Територија | Површина полуострва | Површина полуострва | Површина полуострва | Површина полуострва | Опис                                         |
| Земља/ Територија | Становништво        | km²                 | sq mi               | Удео                | Опис                                         |
| ----------------- | ------------------- | ------------------- | ------------------- | ------------------- | -------------------------------------------- |
| Италија           | 26,140,000          | 131.275             | 50.686              | 99.9531%            | Ефективно цело полуострво                    |
| Сан Марино        | 31,887              | 61,2                | 23,6                | 0.0466%             | Централно-источна енклава полуострва Италије |
| Ватикан           | 829                 | 0,44                | 0,17                | 0.0003%             | Енклава Рима, Италија                        |

### Клима
Полуострво лежи између Тиренског мора на западу, Јонског мора на југу и Јадранског мора на истоку.
Полуострво има углавном медитеранску климу, мада је у планинским деловима клима знатно хладнија. Његова природна вегетација обухвата макију дуж обала и листопадне и мешовите листопадне четинарске шуме у унутрашњости.